# برادفورد، ویکتوریا
برادفورد (به انگلیسی: Broadford) یک منطقهٔ مسکونی در استرالیا است که در ویکتوریا (استرالیا) واقع شده‌است. یک شهر در سرشماری سال ۲۰۱۶، جمعیت برادفورد در ایالات متحده ۴۳۱۹ نفر بود. این شهر مقر شیل میچل است و حدود ۷۳ کیلومتر (۵۰ مایل) از شمال پایتخت ایالت ملبورن مساحت دارد.

## جستارهای وابسته

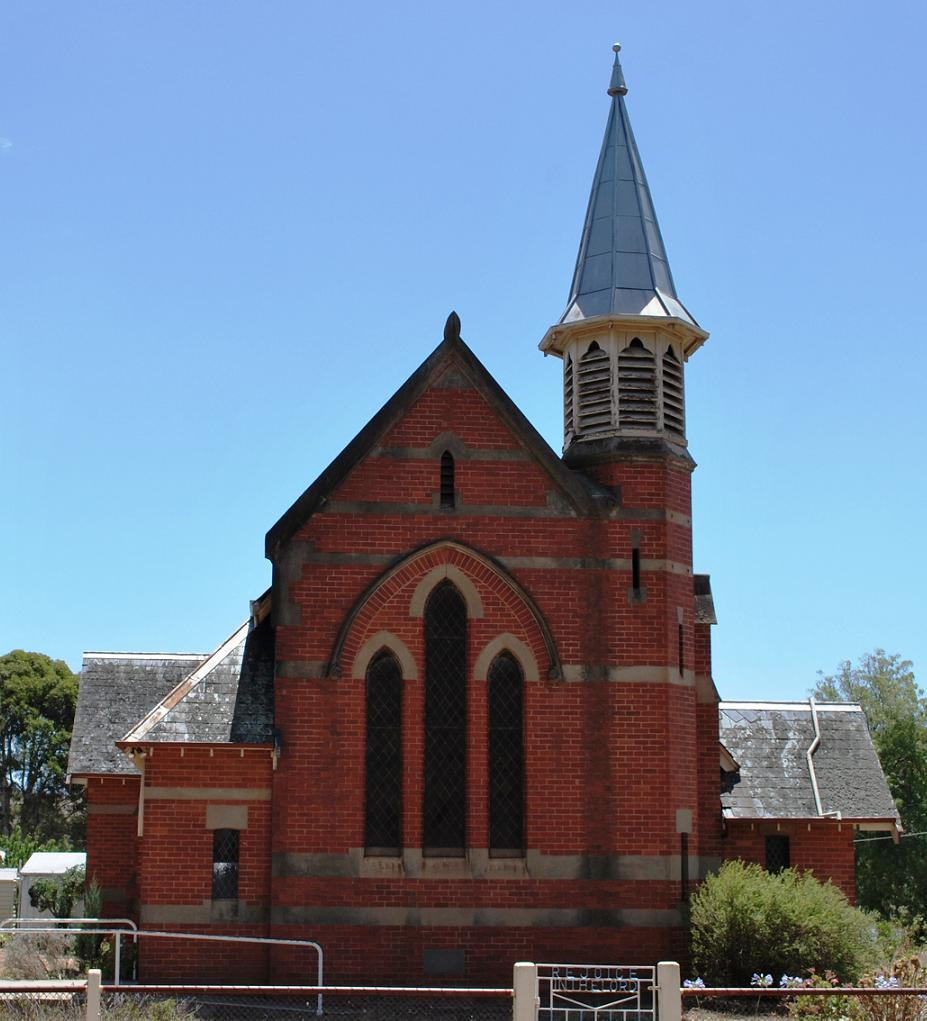
Broadford کلیسای پروتستان